# Federazione italiana agenti e rappresentanti di commercio
La federazione italiana agenti e rappresentanti di commercio (in acronimo FIARC) è un'associazione di categoria che riunisce gli agenti e i rappresentanti di commercio autonomi. Esprime un componente del consiglio di amministrazione di Enasarco

## Storia
Fu fondata nel 1969 e due anni più tardi prese parte alla fondazion di Confesercenti con (ANVAD, FAIB e UnCIC. Nel 2003 diede vita con l'ANAMA al Coordinamento nazionale dell'intermediazione.